# 2011年安汶骚乱
2011年安汶骚乱，是2011年9月11日至12日在印度尼西亚马鲁古省安汶市居民发生冲突引发的一系列骚乱。时任政治、法律和安全事务统筹部部长佐科·苏延托称，骚乱的缘起是一位载客摩托车车主因意外交通事故而身亡，暴徒将这起普通事故大肆渲染，说成是遭某方杀害而挑起事端。截止2011年9月14日，事件已造成7人死亡，170人受伤。